# Gaume

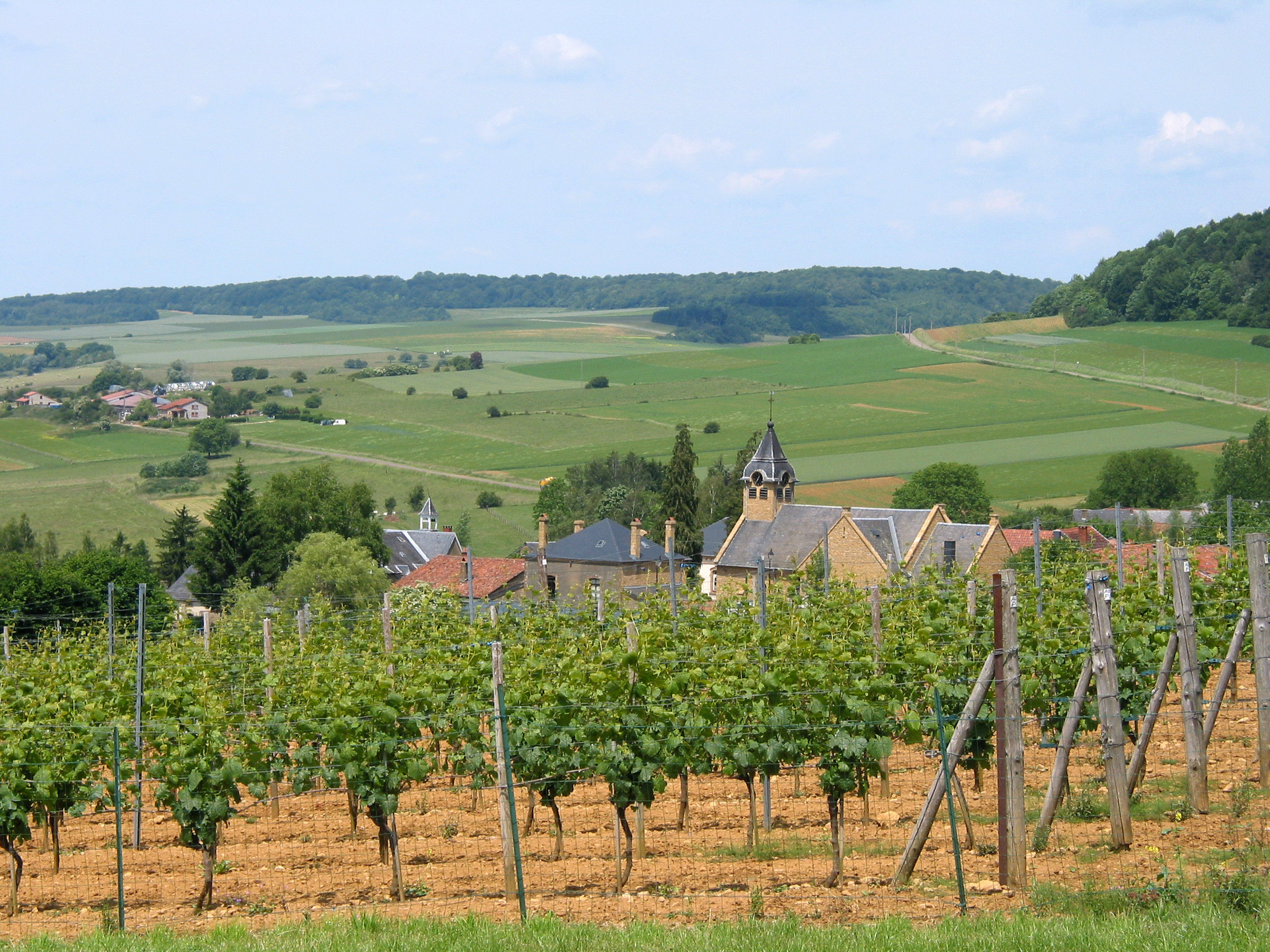
Torgny

Die Gaume ist eine historische Landschaft Belgiens, die heute einen Teil der Provinz Luxemburg ausmacht. Sie wird auch als der frankophone Teil des „belgischen Lothringens“ aufgefasst, in Unterscheidung zum Areler Land, welches traditionell dem germanischen Sprachgebiet zugerechnet wird.
Als Hauptstadt der Gaume gilt Virton. Die Grenzen der Gaume stimmen ungefähr mit denen des Arrondissements Virton überein.
Kennzeichnend für die Gaume ist eine besondere Mundart, das Gaumais.